# Race to Witch Mountain
Race to Witch Mountain is een Disneyfilm uit 2009 onder regie van Andy Fickham.

## Verhaal
De film gaat over een broer en zus, Seth (Alexander Ludwig) en Sara (AnnaSophia Robb) van een andere planeet die naar de aarde zijn gekomen om iets te halen wat op hun planeet niet meer bestaat en wat gebruikt kan worden om hun planeet te redden. Hun ouders zijn wetenschappers en zij zijn tegen een invasie van de aarde door hun volk. Echter, het leger van hun planeet is hiervan niet overtuigd. Die verkiezen een invasie van de aarde boven de oplossing die de wetenschappers hadden aangedragen. Met een heuse UFO komen Seth en Sara naar de aarde om te doen wat ze moeten doen; het vinden van een bepaald apparaatje. Er er gaat iets mis en de UFO crasht. Uiteraard wordt de UFO opgemerkt en de Amerikaanse overheid lokaliseert de UFO en bergt deze. Vervolgens begint de jacht op de inzittenden, maar deze zijn dan al uitgestapt en stappen na enige omzwervingen over in een taxi te Las Vegas. Taxichauffeur Jack Bruno, een fantastische rol van Dwayne Johnson, is de kinderen behulpzaam en een wildwest achtervolging wordt ingezet door de overheid waarbij allerlei spectaculaire effecten uit de kast worden getrokken. Zo blijkt namelijk dat de jongen kan dematerialiseren en het meisje kan met haar gedachten voorwerpen laten bewegen.
Uiteindelijk weten ze te ontsnappen en de bestemming (een soort ondergrondse wereld in een berg) te bereiken waar ze het apparaatje moeten ophalen. Als ze na allerlei hindernissen en problemen (er moet o.a. een van hun planeet nagestuurde Siphon vechtsoldaat worden afgeschud) en opnieuw diverse achtervolgingen belanden op een UFO-conferentie in Las Vegas, wordt het feest weer compleet. Via via komen ze bij een UFO-onderzoeker en van hem horen ze dat de UFO waarschijnlijk ondergebracht is op een legerbasis in Witch Mountain. Daar rijden ze naartoe en proberen binnen te komen. Ze worden uiteindelijk allemaal opgepakt en de kinderen worden verdoofd met verdovingspijltjes voordat ze hun krachten kunnen gebruiken en er komt weer een nieuwe wending aan het verhaal. Uiteindelijk weet Jack Bruno en de meegereisde Dr. Alex Friedman (Carla Gugino) toch binnen te dringen en weten ze de kinderen te bevrijden. Mede dankzij de Siphon vechtsoldaat die ook de basis is binnengedrongen en chaos aanricht. Uiteindelijk weten ze de ruimte te bereiken waar de UFO is gestald en waar een groep wetenschappers onderzoek doet. Jack Bruno en Dr. Alex Friedman stappen samen met Seth en Sara in de UFO en ontsnappen. Wel geven ze nog een apparaatje aan Jack zodat ze hem altijd kunnen vinden.

## Rolverdeling
- Dwayne Johnson als Jack Bruno
- AnnaSophia Robb als Sara
- Alexander Ludwig als Seth
- Carla Gugino als Dr.Alex Friedman
- Ciarán Hinds als Henry Burke
- Chris Marquette als Pope
- Billy Brown als Carson
- Garry Marshall als Dr. Donald Harlan
- Kim Richards als Tina
- Ike Eisenmann als Sheriff Antony
- Tom Woodruff Jr. als de Siphon